# Louise d'Aumont
Louise Félicité Victoire d'Aumont, duchesse de Mazarin, née le 22 octobre 1759 à Paris et morte le 13 décembre 1826, est une aristocrate française, mère de deux souverains de Monaco. 

## Biographie
Louise d'Aumont est la fille unique de Louis Marie Guy d'Aumont de Rochebaron, duc d'Aumont (1732-1799), et de Louise-Jeanne de Durfort, duchesse de Mazarin (1735-1781). Héritière de l'une des premières fortunes de France, par le jeu des alliances, elle reçoit les titres des ducs de « La Meilleraye-Mazarin », qui ont le privilège de se transmettre par les femmes quand la lignée masculine s'éteint.
Elle épouse le 15 juillet 1777 Charles Anne de Grimaldi, duc de Valentinois, futur prince Honoré IV de Monaco, lui apportant les titres de duc de Mazarin et de baron de Massy, transmis à la lignée princière de Monaco. Elle en divorce le 22 juin 1793, après avoir donné naissance à deux fils qui régnèrent à tour de rôle :
- Honoré V de Monaco, du 16 janvier 1819 à sa mort en 1841 ;
- Florestan Ier, du 2 octobre 1841 à sa mort en 1856.

Incarcérée sous la Révolution avec son fils Florestan dans la "Prison des Anglais" (surnom de l'hôtel particulier de l'architecte François-Joseph Bélanger, 20 rue Joubert, à Paris, après sa saisie par les révolutionnaires), elle doit d'avoir la vie sauve au gynécologue Léon Saturnin Desormeaux (1736-1798) qui contrefait une ordonnance de remise en liberté, et la cache chez lui jusqu'au 9-Thermidor. Ses revenus et ses terres sont alors mis sous séquestre et elle ne peut rien récupérer lors de la Restauration.
Le 6 février 1801, elle épouse en secondes noces René-François Tirand des Arcis. Ce second mariage se termine également par un divorce, en 1803.
Elle a aussi un enfant illégitime :
- Amélie-Célestine-Victoire d'Aumont (1794-1820), épouse en 1814, au château de Lametz, Louis Augustin Musnier de Mauroy (seul enfant du mariage d'Augustin Musnier de Mauroy et de Marie Françoise Legras de Vaubercey, et demi-frère de Caroline Gibert de Lametz, princesse consort de Monaco), fait baron en 1817, chef de bataillon en 1834, lieutenant colonel en 1836, colonel en 1840, officier de la Légion d'honneur, né à Coulommiers le 31/3/1788, décédé à Paris le 31/3/1851 : avec qui elle a trois enfants (Louis ; Gabriel ; Victor, né en 1820). D'après certains chroniqueurs de l'époque, Amélie Célestine serait la fille de Mgr de Malvin de Montazet, archevêque de Lyon.

À sa mort (1826) elle est inhumée au cimetière du Père-Lachaise (39e division), mais son petit-fils, Charles III de Monaco, ordonne en 1885 son transfert dans la cathédrale de Monaco.

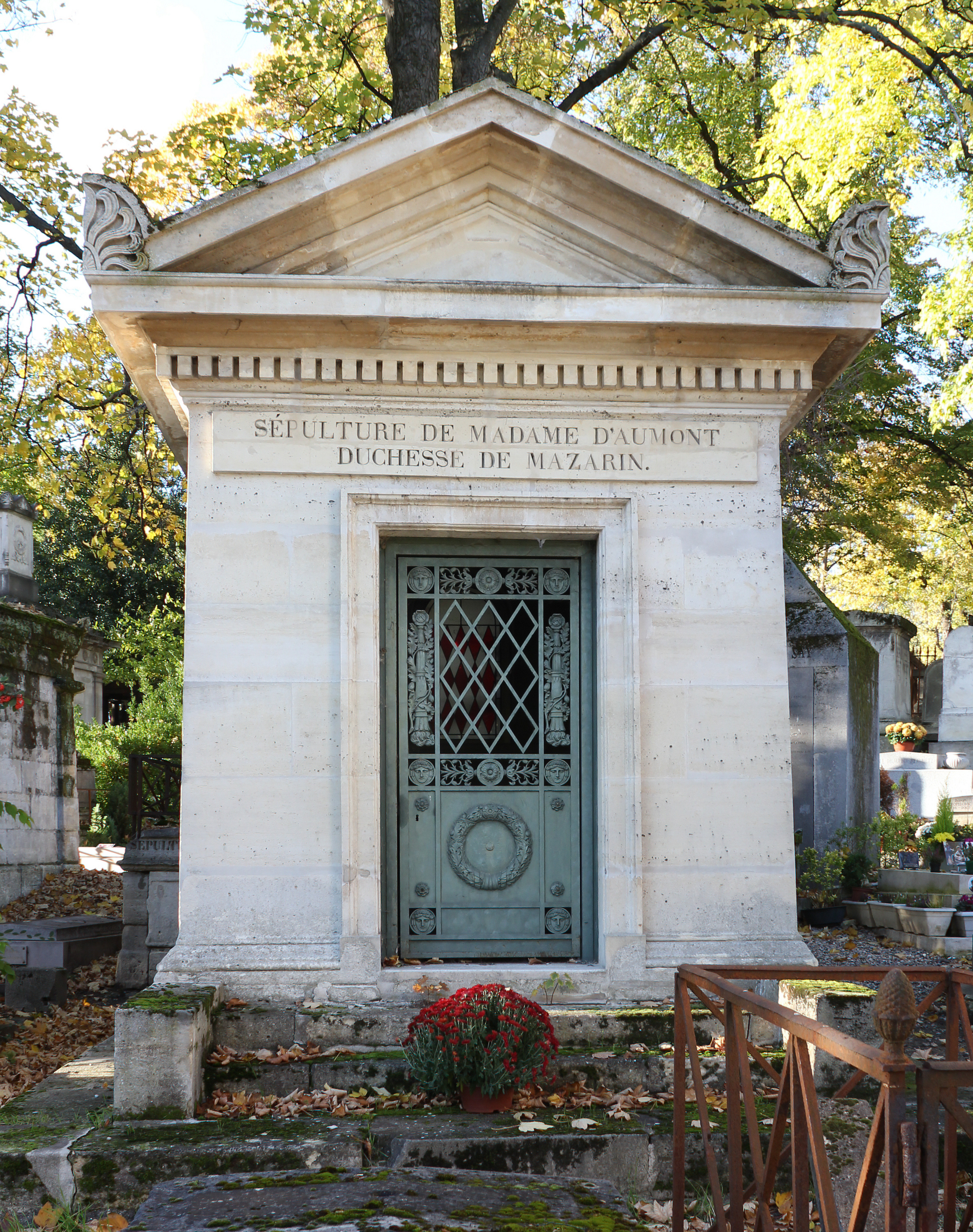
Chapelle au Père-Lachaise.

## Titulature
- 22 octobre 1759 - 15 juillet 1777 : Mademoiselle Louise d'Aumont, duchesse de Mazarin, de Mayenne et de La Meilleraye, comtesse de Ferrette, de Belfort, de Thann, de Rosemont, baronne d'Altkirch, princesse de Château-Porcien, marquise de Guiscard, dame d'Issenheim, comtesse de Longjumeau, marquise de Chilly et baronne de Massy.
- 15 juillet 1777 - 21 mars 1795 : Son Altesse Sérénissime la princesse Louise de Monaco.